# Аш-Флет
Аш-Флет (англ. Ash Flat) — місто (англ. city) в США, в округах Шарп і Фултон штату Арканзас, адміністративний центр округу Шарп.й Населення — 1137 осіб (2020).
В Аш-Флет народився пітчер головної бейсбольної ліги Прічер Рой.

## Географія
Аш-Флет розташований на висоті 202 метра над рівнем моря за координатами 36°14′11″ пн. ш. 91°36′26″ зх. д. / 36.23639° пн. ш. 91.60722° зх. д. (36.236430, -91.607226).  За даними Бюро перепису населення США в 2010 році місто мало площу 15,86 км², уся площа — суходіл.

## Демографія
Згідно з переписом 2010 року, у місті мешкали 1082 особи в 423 домогосподарствах у складі 244 родин. Густота населення становила 68 осіб/км².  Було 464 помешкання (29/км²). 
Расовий склад населення:
| - 97,6 % — білих - 0,5 % — корінних американців - 0,5 % — чорних або афроамериканців |

До двох чи більше рас належало 1,5 %. Іспаномовні складали 0,8 % від усіх жителів.
За віковим діапазоном населення розподілялося таким чином: 16,2 % — особи молодші 18 років, 46,6 % — особи у віці 18—64 років, 37,2 % — особи у віці 65 років та старші. Медіана віку мешканця становила 53,4 року. На 100 осіб жіночої статі у місті припадало 84,0 чоловіків;  на 100 жінок у віці від 18 років та старших — 79,6 чоловіків також старших 18 років.
Середній дохід на одне домашнє господарство  становив 28 563 долари США (медіана — 22 946), а середній дохід на одну сім'ю — 34 847 доларів (медіана — 30 673). Медіана доходів становила 31 023 долари для чоловіків та 23 750 доларів для жінок. За межею бідності перебувало 34,1 % осіб, у тому числі 38,9 % дітей у віці до 18 років та 30,0 % осіб у віці 65 років та старших.
Цивільне працевлаштоване населення становило 330 осіб. Основні галузі зайнятості: освіта, охорона здоров'я та соціальна допомога — 21,5 %, мистецтво, розваги та відпочинок — 20,9 %, роздрібна торгівля — 13,3 %, виробництво — 8,8 %.
За даними перепису населення 2000 року в місті проживало 977 осіб, 233 родини, налічувалося 430 домашніх господарств і 485 житлових будинків. Середня густота населення становила близько 67,8 осіб на один квадратний кілометр. Расовий склад Аш-Флета за даними перепису розподілився таким чином: 98,57% білих, 0,41% — чорних або афроамериканців, 0,2% — корінних американців, 0,82% — представників змішаних рас.
Іспаномовні склали 0,72% від усіх жителів міста.
З 430 домашніх господарств в 24% — виховували дітей у віці до 18 років, 42,1% представляли собою подружні пари, які спільно проживають, в 10,5% сімей жінки проживали без чоловіків, 45,8% не мали сімей. 41,4% від загального числа сімей на момент перепису жили самостійно, при цьому 27,7% склали самотні літні люди у віці 65 років та старше. Середній розмір домашнього господарства склав 2,09 особи, а середній розмір родини — 2,91 особи.
Населення міста за віковим діапазоном за даними перепису 2000 року розподілилося таким чином: 21,6% — мешканці молодше 18 років, 5,7% — між 18 і 24 роками, 20,5% — від 25 до 44 років, 20,6% — від 45 до 64 років і 31,6% — у віці 65 років та старше. Середній вік мешканця склав 47 років. На кожні 100 жінок в місті припадало 72,9 чоловіків, у віці від 18 років та старше — 70,6 чоловіків також старше 18 років.
Середній дохід на одне домашнє господарство в місті склав 16 797 доларів США, а середній дохід на одну сім'ю — 22 019 доларів. При цьому чоловіки мали середній дохід в 24 815 доларів США в рік проти 15 556 доларів середньорічного доходу у жінок. Дохід на душу населення в місті склав 11 506 доларів на рік. 24,5% від усього числа сімей в окрузі і 31,7% від усієї чисельності населення перебувало на момент перепису населення за межею бідності, при це 42,2% з них були молодші 18 років і 22,6% — у віці 65 років та старше.